# Mario Ossorio
Mario Ossorio Augusto (Verín, 10 febbraio 1987) è un giocatore di calcio a 5 spagnolo.

## Carriera
Laterale cresciuto nelle giovanili dello Xota, Ossorio ha disputato una stagione in prestito al Bujalance prima di tornare nella società navarrese. Inserito stabilmente nella prima squadra impegnata nella Division de Honor, si è così guadagnato la convocazione nella Nazionale Under-21 di calcio a 5 della Spagna giunta alle semifinali del campionato europeo di categoria. La sua carriera subisce un arresto nel luglio del 2012 quando viene squalificato per due anni per doping.